# تغذیه طیور
تغذیه طیور کتابی از اس. لیزن و جی دی. سامرز با ترجمهٔ ابوالقاسم گلیان و محمدسالار معینی است که در سال ۱۳۷۴ منتشر و در مراسم کتاب سال جمهوری اسلامی ایران به‌عنوان کتاب برگزیده معرفی شد.